# Лозенградска операция
Лозенградската операция е първото голямо сражение в Източна Тракия по време на Балканската война. Тя се провежда от 22 до 24 октомври (9 до 11 октомври стар стил) 1912 година, като Първа (командващ генерал-лейтенант Васил Кутинчев) и Трета българска армия (командващ генерал-лейтенант Радко Димитриев) настъпват срещу силите на османската Източна армия, концентрирани около Лозенград.

## Разположение на силите
След като България обявява война на Османската империя на 18 октомври 1912 година, тя придвижва своите Първа и Втора армия (командващ генерал-лейтенант Никола Иванов) към Одрин. В същото време Трета армия, чието присъствие в дълбочина в района на Ямбол изглежда остава неизвестно за османското командване, се придвижва бързо на юг, пресича границата и на 21 октомври изненадващо влиза в контакт с османските войски северно от Лозенград.
На 21 октомври османските сили се прегрупират и заемат отбранителни позиции на около 15 km северно от пътя Одрин-Лозенград. Те включват няколко подразделения на Източната армия. По линията Муратчалъ-Кайпа, северно от Одрин, са разположени Десета пехотна дивизия и Първа сборна дивизия, в района на Гечкинли-Селиолу – части на Четвърти корпус, Първи корпус и самостоятелните Конна дивизия и Измитска дивизия, а в участъка Ескиполос-Ериклер – части на Втори корпус и Трети корпус.

## Ход на военните действия

### 22 октомври
Интензивните сражения от Лозенградската операция започват на 22 октомври. В централния участък при Гечкинли и Селиолу Първа пехотна софийска дивизия (командващ генерал-майор Стефан Тошев), подпомогната от Конната дивизия и Четвърта пехотна преславска дивизия (командващ генерал-майор Климент Бояджиев), с тежък бой успява да отблъсне османските части, като разделя подразделенията, прикриващи Одрин от основните сили при Лозенград.
В западния участък при Муратчалъ-Кайпа Трета пехотна балканска дивизия (командващ генерал-майор Иван Сарафов) успява да блокира опита за османско настъпление. Това дава възможност на Четвърта дивизия да доразвие българското настъпление в централната зона, като отблъсне османските части от Ескиполос към Петра. В източния участък Пета пехотна дунавска дивизия (командващ генерал-майор Павел Христов) също настъпва с няколко километра на юг от Ериклер.

### 23 октомври
На втория ден от операцията частите на Трета българска армия продължават настъплението си към Лозенград, преодолявайки опитите за съпротива. Османското командване включва в боя резервната Седма низамска дивизия и за кратко спира настъплението. След влизането в сражението на български резервни части, Трета бригада на Пета дивизия и Втора бригада на пазената в резерв Шеста пехотна бдинска дивизия (командващ генерал-майор Православ Тенев), масирана българска атака ликвидира съпротивата на османските части, които отстъпват неорганизирано към Лозенград, изоставяйки земните укрепления около града. В западния участък османските части също се изтеглят към Одрин под натиска на Трета дивизия и Десета пехотна сборна дивизия (командващ генерал-майор Стою Брадистилов).

### 24 октомври
На 24 октомври сутринта Трета армия се подготвя за окончателното овладяване на Лозенград, но командването установява, че основните османски войски са се изтеглили от града. Към 11:30 българските части, водени от Радко Димитриев, влизат в Лозенград и са тържествено посрещнати от местното българско население.

## Резултати от битката
Броят на жертвите в Лозенградската операция от османска страна се оценява на около 1000 убити и 1500 пленени. От българска страна само Трета армия губи 532 убити, а 1420 са ранени.

## Последствия
Освен психологическия ефект, който оказва първата българска победа в Източна Тракия, успехът на Лозенградската операция реализира и предварителните планове на българското командване. Основните османски сили са отблъснати на юг и откъснати от Одринската крепост, която вече може да бъде ефективно обсадена. В същото време няколкодневното забавяне на българските войски след превземането на Лозенград дава възможност на османското командване да организира разпръснатите си подразделения в нова отбранителна линия при Люлебургаз-Бунархисар. Тя също е преодоляна от българската армия в Люлебургазко-Бунархисарската операция, но с цената на тежки загуби.
Българската победа при Лозенград предизвиква множество отзиви в европейския печат. В свое интервю френският военен министър Александър Милеран заявява, че българската армия е най-добрата в Европа и че би предпочел 100 000 българи за съюзници, отколкото която и да е друга европейска армия.